# عام الهجرة
يُحَدِث التاريخ الإسلامي أن في شهر ربيع الأول من السنة الثالثة عشرة بعد البعثة هاجر النبي محمد من مكة إلى يثرب، بعد أن اجتمع مشركو قريش في دار الندوة وخططوا لقتل النبيّ  في فراشه بأن يطعنه من كل قبيلة شخص.  فبات علي بن أبي طالب ابن عم النبي في فراش النبيّ فادياً اياه  بنفسه .
صارت الهجرة النبوية بإرشاد من النبيّ صلى الله عليه وسلم تاريخاً للمسلمين، وتشكّلت أوّل دولة إسلامية في يثرب والتي سُمّيت بعد دخول النبيّ  بـ المدينة المنورة وانتشر الإسلام إلى بقاع العالم بعد هجرة النبيّ.
وبذلك سمي هذا العام بـــعام الهجرة